# فورد (كاليفورنيا)
فورد (بالإنجليزية: Ford City CDP, California)‏ هي مدينة تقع بولاية كاليفورنيا في الولايات المتحدة. تبلغ مساحتها 3.975 كم2، وترتفع عن سطح البحر 272 م، بلغ عدد سكانها 4,278 نسمة في عام 2010 حسب إحصاء مكتب تعداد الولايات المتحدة وتصل الكثافة السكانية فيها 1,076.2 نسمة لكل كيلومتر مربع (2,787.3/ميل2).

## التركيبة السكانية
حدّد مكتب تعداد الولايات المتحدة بيانات التركيبة السكانية لفورد في تعداد الولايات المتحدة. في ما يلي، التركيبة السكانية حسب تعدادي 2000 و2010.

### تعداد عام 2000
بلغ عدد سكان فورد 3,512 نسمة بحسب تعداد عام 2000، وبلغ عدد الأسر 1,241 أسرة وعدد العائلات 882 عائلة مقيمة في المدينة. في حين سجلت الكثافة السكانية 883.5 نسمة لكل كيلومتر مربع (2,288.3/ميل2). وبلغ عدد الوحدات السكنية 1,444 وحدة بمتوسط كثافة قدره 363.3 لكل كيلومتر مربع (940.9/ميل2).
وتوزع التركيب العرقي للمدينة بنسبة 80.50% من البيض و0.63% من الأمريكيين الأفارقة و1.82% من الأمريكيين الأصليين و1.28% من الأمريكيين ذوي الأصول الآسيوية و0.63% من سكان جزر المحيط الهادئ و11.62% من الأعراق الأخرى و3.53% من عرقين مختلطين أو أكثر و21.95% من الهسبانيون أو اللاتينيون من أي عرق.
بلغ عدد الأسر 1,241 أسرة كانت نسبة 41.7% منها لديها أطفال تحت سن الثامنة عشر تعيش معهم، وبلغت نسبة الأزواج القاطنين مع بعضهم البعض 49.2% من أصل المجموع الكلي للأسر، ونسبة 14.4% من الأسر كان لديها معيلات من الإناث دون وجود شريك، بينما كانت نسبة 7.4% من الأسر لديها معيلون من الذكور دون وجود شريكة وكانت نسبة 28.9% من غير العائلات. تألفت نسبة 24.6% من أصل جميع الأسر من عدة أفراد يعيشون في نفس المنزل ونسبة 10.5% كانت تتألف من شخص يعيش بمفرده يبلغ من العمر 65 عاماً أو أكثر. وبلغ متوسط حجم الأسرة المعيشية 2.83، أما متوسط حجم العائلات فبلغ 3.28.
بلغ العمر الوسطي للسكان 30.3 عاماً. وكانت نسبة 31.4% من القاطنين تحت سن الثامنة عشر، وكانت نسبة 10.9% بين الثامنة عشر والرابعة والعشرين عاماً، ونسبة 28% كانت واقعةً في الفئة العمرية ما بين الخامسة والعشرين والرابعة والأربعين عاماً، ونسبة 17.5% كانت ما بين الخامسة والأربعين والرابعة والستين، ونسبة 12.2% كانت ضمن فئة الخامسة والستين عاماً فما فوق. يوجد لكل 100 أنثى 97.3 ذكر، ويوجد لكل 100 أنثى في الثامنة عشر من عمرها فما فوق 98.3 ذكر.
بلغ متوسط دخل الأسرة في المدينة 25,192 دولارًا، أما متوسط دخل العائلة فبلغ 30,256 دولارًا. وكان متوسط دخل الذكور 34,474 دولارًا مقابل 20,625 دولارًا للإناث. وسجل دخل الفرد الخاص بالمدينة 11,581 دولارًا. وكانت نسبة 30.5% من العائلات ونسبة 31.3% من السكان تحت خط الفقر، وكان من هؤلاء نسبة 37.9% تحت سن الثامنة عشر ونسبة 7.5% في الخامسة والستين من العمر وما فوق.

### تعداد عام 2010
بلغ عدد سكان فورد 4,278 نسمة بحسب تعداد عام 2010، وبلغ عدد الأسر 1,260 أسرة وعدد العائلات 944 عائلة مقيمة في المدينة. في حين سجلت الكثافة السكانية 1,076.2 نسمة لكل كيلومتر مربع (2,787.3/ميل2). وبلغ عدد الوحدات السكنية 1,426 وحدة بمتوسط كثافة قدره 358.7 لكل كيلومتر مربع (929.0/ميل2).
وتوزع التركيب العرقي للمدينة بنسبة 63.93% من البيض و0.65% من الأمريكيين الأفارقة و3.58% من الأمريكيين الأصليين و0.84% من الأمريكيين ذوي الأصول الآسيوية و0.75% من سكان جزر المحيط الهادئ و26.02% من الأعراق الأخرى و4.23% من عرقين مختلطين أو أكثر و46.07% من الهسبانيون أو اللاتينيون من أي عرق.
بلغ عدد الأسر 1,260 أسرة كانت نسبة 47.3% منها لديها أطفال تحت سن الثامنة عشر تعيش معهم، وبلغت نسبة الأزواج القاطنين مع بعضهم البعض 48.2% من أصل المجموع الكلي للأسر، ونسبة 15% من الأسر كان لديها معيلات من الإناث دون وجود شريك، بينما كانت نسبة 11.7% من الأسر لديها معيلون من الذكور دون وجود شريكة وكانت نسبة 25.1% من غير العائلات. تألفت نسبة 19.2% من أصل جميع الأسر من عدة أفراد يعيشون في نفس المنزل ونسبة 7.5% كانت تتألف من شخص يعيش بمفرده يبلغ من العمر 65 عاماً أو أكثر. وبلغ متوسط حجم الأسرة المعيشية 3.40، أما متوسط حجم العائلات فبلغ 3.76.
بلغ العمر الوسطي للسكان 27.4 عاماً. وكانت نسبة 31.6% من القاطنين تحت سن الثامنة عشر، وكانت نسبة 14.5% بين الثامنة عشر والرابعة والعشرين عاماً، ونسبة 27.6% كانت واقعةً في الفئة العمرية ما بين الخامسة والعشرين والرابعة والأربعين عاماً، ونسبة 18% كانت ما بين الخامسة والأربعين والرابعة والستين، ونسبة 8.2% كانت ضمن فئة الخامسة والستين عاماً فما فوق. وتوزع التركيب الجنسي للسكان بنسبة 52.4% ذكور و47.6% إناث.